# اصبر وتشوف (مسرحية)
مسرحية اصبر وتشوف من تقديم المسرح الشعبي وهي من إخراج وتاليف عبد الرحمن الضويحي. عرضت في الكويت ولمدة 28 ليلة في موسم 1966/1965

## فكرة المسرحية
فكرة المسرحية جريئة وفيها خيال واسع بين وجود امراة مسترجلة ورجل ذو سلوك انثوى وهما متزوجان ويتفقان على إجراء عملية لتبديل جنسهما وتصبح الزوجة هي الزوج والزوج هو الزوجة وما يحدث من مفارقات بعد التبديل.

## الممثلين
- عبد العزيز النمش
- مريم الغضبان
- إبراهيم الصلال
- أحمد الصالح
- خليفة خليفوه
- فيحان العربيد
- عبد الله خريبط
- عبد العزيز المسعود
- مريم الصالح

## طاقم العمل
- حمدي فريد | النقل التلفزيوني
- عبد الرحمن الضويحي | تأليف وإخراج

## وصلات خارجية
- المسرحية كاملة على يوتيوب
- صفحة المسرحية على موقع السينما